# Монпелийски полипогон
Монпелийските полипогони (Polypogon monspeliensis) са вид едносемеделни растения от семейство Житни (Poaceae).

## Разпространение
Произлизат от Южна Европа, но се срещат по целия свят като интродуциран вид, а понякога и като плевел.

## Описание
Те са едногодишни треви, достигащи височина от 5 сантиметра до 1 метър. Образуват меки и пухкави зелени съцветия с дълги тънки белезникави осили.